# Papillifera
Papillifera W. Hartmann, 1842 è un genere di molluschi gasteropodi della famiglia Clausiliidae.

## Tassonomia
Il genere comprende le seguenti due specie:
- Papillifera papillaris (O. F. Müller, 1774)
- Papillifera solida (Draparnaud, 1805)